# مدفع راينميتال 120 مم
مدفع راينميتال 120 مم هو مدفع دبابة ذو سبطانة ملساء، صمم وأنتج من قبل شركة ألمانيا الغربية راينميتال، طور للرد على التقدم السوفيتي في تقنية التسليح وتطوير أسلحة مدرعة خطرة، الإنتاج بدأ عام 1974، أول نسخة من المدفع كانت تسمى ل/44 وكان ذا عيار ثقيل، استخدم من قبل الدبابة الألمانية ليوبارد 2 وبدأ الإنتاج بترخيص لأجل الدبابة الأمريكية إم1 أبرامز والدبابات الأخرى.النسخة الأمريكية استخدمت نظام ارتداد بملف نابض عوضاً عن النظام الهيدروليكي.
في عام 1990 اعتبر نوع ل/44 من المدفع غير قوي بما يكفي للتعامل مع دروع السوفيات الحديثة، الأمر الذي شجع شركة راينميتال على تطوير سلاح أساسي أقوى، أول نسخة مطورة كانت مدفع عيار 140 مم(5.5 إنش) سمي المدفع الجديد 140(بالألمانية Neue Panzerkanone 140 )،لكن لاحقا تحول إلى تطوير نسخة متقدمة من مدفع عيار 120مم، النوع ل/55 يستند على نفس الهندسة الداخلية لنوع ل/44 ونفس مؤخرة البندقية وسنادها، ل/55 هو أطول ب1.3 متر(4.3 إنش)مما يعطي زيادة في إطلاق كمية أكبر من الرصاص، ل/55 لديه نفس تصميم الماسورة، أي يمكن أن يطلق نفس نوع العيار الناري لنوع ل/44.
المدفع عدل ليناسب دبابات ليوبارد 2 الألمانية، واختير كمدفع أساسي لدبابة ليوبارد 2 إي الإسبانية، ودبابة ليوبارد 2أتش أي أل اليونانية.اختبر على الدبابة الإنكليزية تشالنجر 2 كمدفع محتمل لسلاحها الحالي مدفع الحلزوني ل30 120مم.

## خلفية
بسبب القلق من عجز مدفع إل7 105 مم(4.1 إنش) في الاستخدام في قوات الناتو لمواجهة الدبابات السوفاتية الجديدة، كما تبين في اختبارات الألمان على أربع دبابات سوفاتية من نوع تي-62 والتي قبضت عليها إسرائيل أثناء حرب الستة أيام يونيو 1967 ،دفعت راينميتال لتطوير مدفع دبابة جديد، المشروع بدأ في عام 1965،حيث استشعر الجيش الألماني بحاجة مدفع دبابة جديد لدباباتها.

## المستخدمون
| الدبابة          | المصمم                     | البلد            | نوع المدفع            | المستخدمون |
| ---------------- | -------------------------- | ---------------- | --------------------- | --- |
| ليوبارد 2        | كرواس-مافي                 | ألمانيا          | راينميتال 120 مم ل/44 | النمسا، البرازيل، كندا، شيلي، الدنمارك، فنلندا، اليونان، إندونسيا، هولندا، النرويج، بولندا، البرتغال، سنغافورة، إسبانيا، السويد، سويسرا، تركيا |
| إم1 أبرامز       | جنرال ديناميكس             | الولايات المتحدة | M256 (L/44)           | أستراليا، مصر، العراق، الكويت، السعودية |
| تايب 90 ريو-مارو | ميتسوبيشي للصناعات الثقيلة | اليابان          | راينميتال 120 مم ل/44 | |
| ك1-88            | هيونداي روتم               | كوريا الجنوبية   | ك أم 256              | |